# Yeol Eum Son
Yeol Eum Son (Wonju, provincia de Gangwon (Corea del Sud), 2 de maig, 1986), és una pianista clàssica sud-coreana. Va cridar l'atenció internacional durant la seva aparició com a solista de l'Orquestra Filharmònica de Nova York sota la direcció del conductor Lorin Maazel el 2004. Va rebre la medalla de plata al Concurs Internacional Txaikovski el 2011, en què també va obtenir el reconeixement a la millor interpretació de concert de cambra.

## Biografia
Son va rebre la seva primera lliçó de piano a la edat de tres anys i mig. El seu primer recital el va fer a la sèrie de concerts "Kumho Prodigy" el juliol de 1998. A l'edat de 12 anys va iniciar els seus estudis amb el pianista Kim Dae-jin. Als 16 va ingressar a la Universitat Nacional de Corea per a les arts per tal de continuar els seus estudis pianístics. Als 18 anys es va matricular per obtenir la seva especialització vers Chopin.

## Carrera artística
Són ha tocat el piano amb l'Orquestra Filharmònica de Nova York, amb l'Orquestra Filharmònica de Rotterdam, amb l'Orquestra Filharmònica Txeca, la d'Israel, la de Tòquio, la Deutsche Radio Philharmonie Saarbrücken Kaiserslautern, la NDR Radiophilharmonie, la de la Acadèmia de Sant Martí a la Fields, l'Orquestra Simfònica de la NHK], la de la federació Russa , l'Orquestra Simfònica de Seattle, la del Teatre Mariinsky i moltes altres, sota la batuta de distingits directors com Iuri Baixmet, Karel Mark Chichon, Myung- whun Chung, James Conlon, Lawrence Foster, Valeri Guérguiev, Dmitri Kitayenko, Lorin Maazel, Ludovic Morlot. Des de l'any de 2006, va estudiar amb Arie Vardi a la "Hochschule für Musik und Theater" de Hannover, Alemanya.

## Premis
- 1997: 2n lloc, al Concurs Internacional Chaikovsky per a joves músics.
- 1999: Premi Oberlin, Concurs Internacional de Piano
- 2001: Premi al setè Concurs de Piano d'Ettlingen
- 2002: Premi a la 53 edició del Concurs Internacional per a Piano Viotti
- 2005: 3r lloc, Arthur Rubinstein International Piano Master Competition
- 2009: Medalla de plata i Premi Steven De Groote Memorial per la millor interpretació de música de cambra (compartit amb Evgeni Bozhanov), a la 30 edició del concurs internacional Van Cliburn
- 2011: 2n lloc, millor concert de cambra (Mozart) i millor interpretació d'obra sota encàrrec (de Rodion Sxedrín) XIV Concurs Internacional Txaikovski, a Moscou

## Discografia
- 2004: Chopin "24 Estudios" (Universal Music)
- 2008: Chopin "Nocturnos" per a piano i orquestra (Universal Music)
- 2009: 13è Concurs Van Cliburn: Yeol Eum Son, Medalla de Plata (Harmonia Mundi)
- 2012: Yeol Eum Son, Piano (O'new World Music)
- 2016: Schumann & Brahms[3]